# Нейва
Нѐйва (на испански: Neiva) е град в Колумбия. Разположен е в южната част на страната, в долината на река Магдалена. Главен административен център на департамент Уила. Транспортен възел. Основан е през 1539 г. Селскостопански и текстилен център. Население около 373 000 жители (2006).